# Oțeni
Oțeni (węg. Ocfalva) – wieś w Rumunii, w okręgu Harghita, w gminie Feliceni. W 2011 roku liczyła 238 mieszkańców.